# Американо-мексиканський мур

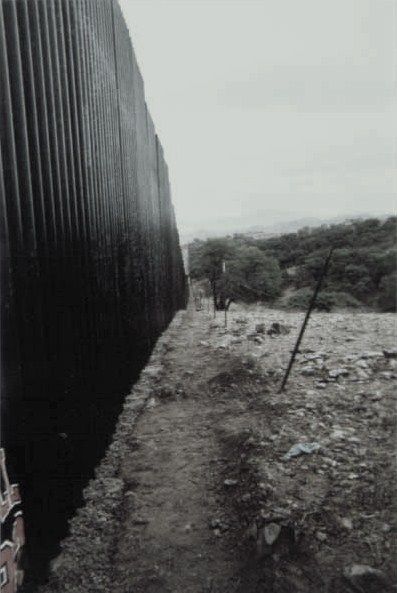
Металева ділянка муру неподалік від порту Маріпоса, штат Сонора, Мексика

Великий американський мур (англ. The Great Wall of America, Tortilla Wall) — комплекс загороджувальних інженерних споруд на кордоні США і Мексики. Вперше така назва прозвучала в журналі Time в червні 2008 року. Також отримала назву «стіна Трампа».

## Будівництво
В 1990-х поблизу Сан-Дієго збудований 23-кілометровий залізний паркан. У 2006, коли ситуація з біженцями з Мексики до США загострилась, вирішено побудувати ще 1126 км муру, що мав відгородити пустельні території, якими пролягають найбільш жваві маршрути руху нелегалів. Тепер огорожа між двома країнами прикриває третину усього кордону.
Первісна вартість муру планувалася приблизно 1-1,5 мільйона доларів за кілометр. За підрахунками агентства Bloomberg, до 2010 року на будівництво 700 миль (близько 900 км) муру було витрачено більше 3 млрд доларів. При цьому загальна довжина кордону з Мексикою — 2000 миль (близько 3 тис. км).
Навесні 2014 ізраїльська компанія Elbit Systems Ltd. виграла контракт на виробництво і встановлення устаткування для спостереження вздовж муру між США і Мексикою. Початкова вартість контракту — 145 млн доларів, але з часом вона може досягти 1 млрд доларів.
Зведення муру на кордоні з Мексикою було однією з найголовніших передвиборчих обіцянок Трампа.  Вимоги виділення коштів з бюджету на цей об′єкт ставали причиною призупинення роботи державних органів і інших суперечок між ним і Конгресом. На початок його каденції (2017 рік) вже існувало 1053 км споруди. За чотири роки було виконано 727 км загороджувальних конструкцій: 76 км будівництва нових + 53 км підсилення існуючих + 598 км заміни старих на нові.
В перший день свого президентства Байден призупинив будівництво стіни.

## Призначення
Призначення муру — стати бар'єром на шляху нелегальної міграції з Мексики, а також перешкодою для наркоторгівлі.

## Облаштування

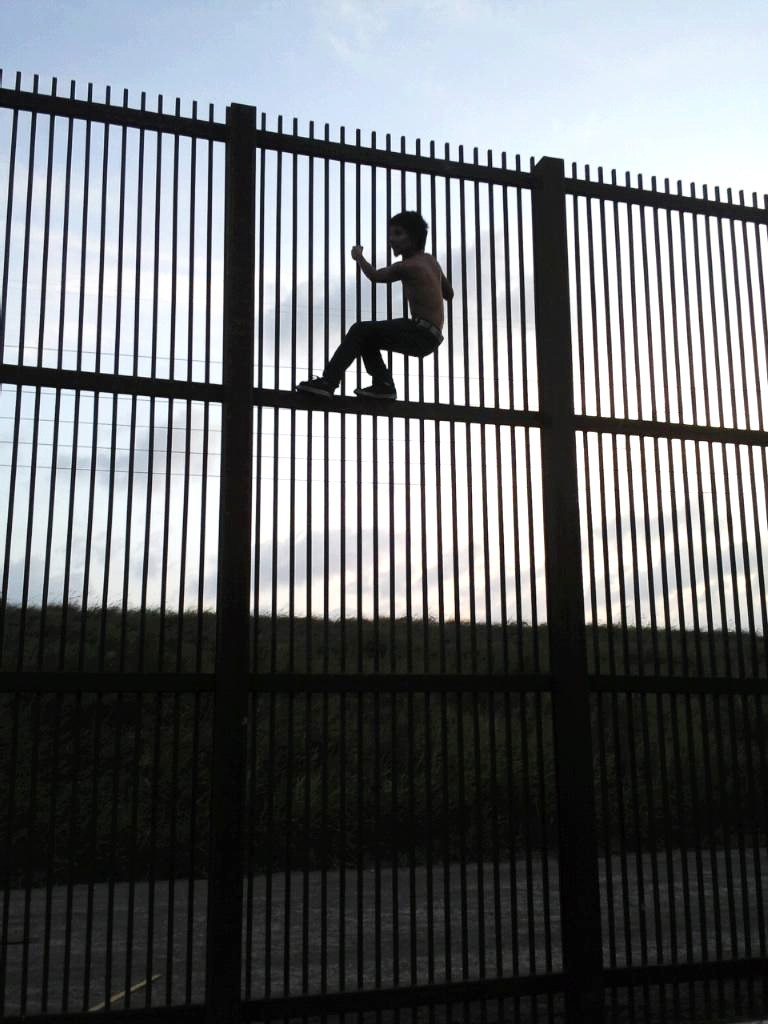
Чоловік долає прикордонний мур в Браунсвілл, штат Техас

Технічно мур є серією парканів, зібраних з різних елементів в залежності від передбачуваного навантаження. Найпростішою конструкцією є одинарна дротяна огорожа. Міцніші варіанти зібрані із сталевих листів, балок або труб висотою понад шість метрів. Вони можуть бути одинарними або подвійними. У місцях, де особливо активні мексиканські наркоторговці, бар'єр складений з трьох ліній, одна з яких являє собою вбиті глибоко в землю бетонні колони. Окремі ділянки кордону, вздовж яких мур не прокладений, обладнані електронними датчиками руху. Охороняють мур більше 18 тисяч співробітників Митно-прикордонної служби (Customs and Border Protection). Крім того, за переходами стежать за допомогою гелікоптерів і безпілотників.
На 50 кілометрів муру припадає двоє патрульних та пункт пропуску. Сам шестиметровий мур обладнаний спеціальними технічними засобами, які дозволяють контролювати рух навколо нього дистанційно, втім мобільні групи можуть дуже швидко реагувати.